# 也门社会党
也门社会党（羅馬化：al-Hizb al-Ishtiraki al-Yamani），简称也社党，是也门的一个政党。该党的前身是南也门的“民族阵线联合政治组织”（1975年10月，由民族解放阵线、民主人民联盟党（马克思主义）和人民先锋党组成）。1978年10月11日，“民族阵线联合政治组织”改组为也门社会党，成为南也门执政党，并将科学社会主义定为党的指导思想，奉行马克思列宁主义意识形态。1990年，也门社会党放弃马克思列宁主义，并于同年5月与北也门执政党全国人民大会合作实现也门统一。1994年5月，两党矛盾激化，爆发内战，之后也门社会党败北，成为在野党。

## 歷史
1940—1950年代，受也门国内首批学生留学潮影响，包括马克思主义在内的社会思潮传入也门。一些政治组织开始在这个穆斯林国家出现并对政坛施加越来越大的影响。民族解放阵线（“民阵”）应运而生。1963年10月14日，“民阵”在拉德凡山区发动反对英国殖民主义的武装斗争，4年后终于迫使英国撤军，1967年11月30日也门南部宣布独立，成立南也门人民共和国。
1968年初，“民阵”内部在国家总统权限等问题上发生意见分歧，矛盾逐渐激化。1969年6月22日，“民阵”内部的一个派系发动“纠正行动”，推翻首任总统兼“民阵”总书记卡坦·穆罕默德·沙比，萨利姆·鲁巴伊·阿里任总统委员会主席（1972年—1978年，兼任“民阵”副总书记），阿卜杜勒·法塔赫·伊斯梅尔任“民阵”总书记。1975年2月，“民阵”与民主人民联盟党（马克思主义）、人民先锋党达成合并协议，于同年10月正式成立“统一政治组织—民族阵线”。1978年10月，“民阵”召开全国代表大会，宣布成立也门社会党，并通过党章和党纲。党纲规定：也门社会党“以科学社会主义理论为指导”，是“工人阶级及其所有同盟军的政党”，其任务是“领导完成民族民主革命，并向社会主义过渡”。1979年3月，北也门的也门人民团结党并入也门社会党。1980年4月，伊斯梅尔辞去总书记职务，由阿里·纳赛尔·穆罕默德出任总书记。1986年1月，伊斯梅尔和阿里·纳赛尔矛盾激化，引发短暂而激烈的内战，伊斯梅尔在武装冲突中丧生，但最终伊斯梅尔的支持者取得胜利，阿里·纳赛尔流亡北也门并被解除职务。2月，阿里·萨利姆·比德当选为总书记。
1980年代末，受到苏东剧变与国际共产主义运动低潮的影响，迫于国内与党内反对派的压力，也门社会党同北也门执政党全国人民大会合作，宣布南北也门统一为也门共和国，也门社会党成为联合政府成员。1994年5月21日，南北也门统一四周年前夕，也门南方领导人、也门社会党总书记比德通过亚丁电台、电视台发表《告人民书》，宣布南方脱离也门共和国，成立“也门民主共和国”，也门内战爆发。最终也门社会党败北，成为在野党。1994年9月5日，也门社会党选出新的领导机构成员，阿里·萨利赫·奥贝德当选为总书记。1998年11月，也门社会党召开第四次全国代表大会，奥贝德再次当选。 也门社会党的影响力呈下降趋势，在2003年4月23日的议会选举中，也门社会党仅获得3.8%的选票，在议会301个席位中获得8席。2005年，亚辛·赛义德·努曼成为新一任总书记。

## 历任总书记
- 阿卜杜勒·法塔赫·伊斯梅尔（1978年—1980年）
- 阿里·纳赛尔·穆罕默德（1980年—1986年）
- 阿里·萨利姆·比德（1986年—1994年）
- 阿里·萨利赫·奥贝德（莫克贝尔）（1994年—2005年）
- 亚辛·赛义德·努曼（英语：Yasin Said Numan）（2005年—2015年）
- 阿卜杜拉赫曼·萨卡夫（2015年至今）